# 董维忠
董维忠（1961年—），汉族，中华人民共和国政治人物、第十一届全国政协委员。
加入中国民主建国会，担任民建天津市委副主委、天津市塘沽区政协副主席。2008年，当选第十一届全国政协委员，代表中国民主建国会，分入第八组。